# Andrzej Piechaczek

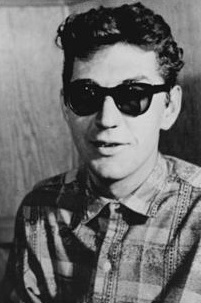
Andrzej Piechaczek 1961

Andrzej Piechaczek (* 11. Juni 1937 in Kęty; † 29. Dezember 2006 ebenda) war ein polnischer Radrennfahrer.

## Sportliche Laufbahn
Piechaczek war im Straßenradsport aktiv. Er gewann eine Etappe in der Bulgarien-Rundfahrt 1960 und wurde 1961 Gesamtsieger der Ägypten-Rundfahrt vor Alexander Kulibin. Die Internationale Friedensfahrt fuhr er zweimal: 1961 wurde er 44. der Gesamtwertung, 1960 war er ausgeschieden. In der Polen-Rundfahrt war der 5. Platz 1958 sein bestes Ergebnis, 1959 kam er auf den 8. Rang.